# Nocedo (Lugo)
Nocedo (llamada oficialmente San Lourenzo de Nocedo) es una parroquia y una aldea española del municipio de Quiroga, en la provincia de Lugo, Galicia.

## Organización territorial
La parroquia está formada por ocho entidades de población, constando seis de ellas en el nomenclátor del Instituto Nacional de Estadística español:

### Entidades de población
Entidades de población que forman parte de la parroquia:
- Barca de Mancebico (A Barca de Mancebico)
- Espandariz
- Nocedo
- O Pendón
- Parteme
- Ponte do Sil
- Trampa (A Trampa)

### Despoblado
Despoblado que forma parte de la parroquia:
- Pontido (O Pontido)

## Demografía

### Parroquia
| Gráfica de evolución demográfica de Nocedo (parroquia) entre 2000 y 2020 |
|                                                                          |
| Datos según el nomenclátor publicado por el INE.                         |

### Aldea
| Gráfica de evolución demográfica de Nocedo (aldea) entre 2000 y 2020 |
|                                                                      |
| Datos según el nomenclátor publicado por el INE.                     |